# 湖州 (西魏)
湖州，中国南北朝时设置的州。
北魏设置南襄州，西魏废帝三年（554年）正月，改南襄州为升州，治所在西淮安郡湖阳县（今河南省南阳市唐河县西南湖阳镇）。之后升州合并入湖州。北周辖境约当今河南省唐河县南部和西南部。下辖升平郡（下辖湖阳县、柘林县）、洞川郡（下辖洞川县）、襄城郡（下辖上马县）。隋文帝仁寿元年（601年）改湖州为升州，隋炀帝大业二年（606年）再废升州，属县属于昌州。唐高祖武德四年（621年）复置湖州。治所在湖阳县，下辖湖阳县（原属昌州）、上马县（原属宛州）。唐太宗贞观元年（627年）废湖州、上马县，湖阳县改属唐州。